# Ruf de Dona
Il Ruf de Dona è un corso d'acqua della Provincia di Trento. Situato nel bacino della Val di Fassa, nel comune di Mazzin, nasce dal massiccio dolomitico del Catinaccio.

## Il corso del Ruf de Dona
Le sorgenti del Ruf de Dona sono situate nei pressi della località Camerloi, molto vicine a quelle del Ruf de Udai. Il torrente, dopo un iniziale tratto percorso in una valle glaciale coperta d'erba  (2.200 m s.l.m.) e dai dolci pendii, subisce un brusco cambio di pendenza all'altezza del massiccio del Ponin. In pochi chilometri scende sotto la soglia dei 2.000 metri, con una velocità che non diminuisce fino alla località di Ciampestrin, dove va a gettarsi nel più grande corso del torrente Avisio.